# 波克加馬鎮區 (明尼蘇達州派恩縣)
波克加馬鎮區（英語：Pokegama Township）是位於美國明尼蘇達州派恩縣的一個行政鎮區。

## 地方資料
波克加馬鎮區的面積為140.96平方千米，當中陸地面積為132.10平方千米，而水域面積為8.86平方千米。根據2020年美國人口普查的數據，當地共有人口2825人，而人口密度為每平方千米20.04人。